# Volle Halbtagsschule
Die volle Halbtagsschule ist eine Organisationsform der Grundschule, die in  verschiedenen deutschen Bundesländern (Brandenburg, Bremen, Hamburg, Mecklenburg-Vorpommern, Niedersachsen, Rheinland-Pfalz, Sachsen-Anhalt) eingeführt wurde, um die Qualität der Grundschulen zu erhöhen.
Trotz unterschiedlicher Ausformung in den einzelnen Bundesländern gibt es auch Gemeinsamkeiten.

## Konzept
Der Name ist bestimmt durch den nach außen erkennbaren organisatorischen Rahmen: Feste Schulzeiten für die ganze Woche (jeden Tag etwa 8–13 Uhr) statt täglich wechselnder durch den Stundenplan bestimmter Anfangs- und Endzeiten.  Diese festen Zeiten werden  auch bei Krankheit oder sonstigem Ausfall von Lehrkräften eingehalten.
Um dieses sicherzustellen, wird die Zahl der Lehrerstellen aufgestockt.
Zur vollen Halbtagsschule gehört aber auch ein besonderes pädagogisches und didaktisches Konzept: Es gibt  nicht nur Pflichtunterricht nach der Stundentafel, sondern auch Zeiten, in denen weitere Angebote unter Aufsicht der Lehrkräfte stattfinden. Die Gestaltung ist in den verschiedenen Ländern unterschiedlich, teilweise bleibt die Gestaltung auch der Schule überlassen.
So wird Projektunterricht oder Förderunterricht angeboten, es gibt verschiedene Arbeitsgemeinschaften, teilweise ist es auch möglich, dass die Schülerinnen und Schüler Hausaufgaben machen, Aufgaben eines „Wochenplanes“ abarbeiten, oder sich sonst selbstständig beschäftigen können (wie das Lesen in der Leseecke, während die Lehrkraft  Förderunterricht gibt.)
Teilweise ist in  manchen Fächern ein „Team-Teaching“, ein  Doppeleinsatz von zwei Lehrkräften in einer Lerngruppe vorgesehen, um einzelne Schüler besser fördern zu können.

## Bremen
In Bremen wurde diese Schulform inzwischen wieder gestrichen.

## Hamburg
Mitte der 1990er Jahre flächendeckend eingeführt, aber wieder abgewandelt.

## Niedersachsen
In Niedersachsen wurde das Modell ab Ende der 1980er Jahre eingeführt, aber aufgrund des finanziellen Mehrbedarfs (der teilweise von anderen Schulen umgelenkt wurde), nicht weiter verfolgt, und Anfang der 2000er Jahre in die „verlässliche Grundschule“ überführt, die zwar auch feste Schulzeiten anbietet, dies aber nicht mit zusätzlichen Lehrkräften sicherstellt, sondern mit Aushilfspersonal, das nach Möglichkeit eine pädagogische Qualifikation haben soll.
Die noch bestehenden vollen Halbtagsschulen können zwar auf Wunsch der Schulträger noch fortgeführt werden, unterscheiden sich aber aufgrund der Kürzungen kaum noch von den „verlässlichen Grundschulen“.